# E583 (trasa europejska)
E583 – trasa europejska łącznikowa (kategorii B), biegnąca przez północno-wschodnią Rumunię, północną Mołdawię i środkową Ukrainę.
E583 zaczyna się w Roman, gdzie odbija od trasy europejskiej E85. Biegnie szlakami dróg krajowych: 
- nr 28 do Jass,
- nr 24 do przejścia granicznego Sculeni - Sculeni.

Na terenie Mołdawii E583 biegnie szlakami: 
- drogi krajowej R16 do Bălți,
- drogi krajowej M14 do Edineț,
- drogi krajowej M8 do przejścia granicznego Otaci - Mohylew Podolski.

Na terenie Ukrainy E583 biegnie szlakiem drogi regionalnej R10 przez Winnicę do Żytomierza, gdzie łączy się z trasą E40.
Ogólna długość trasy E583 wynosi około 544 km, z tego 109 km w Rumunii, 175 km w Mołdawii i 260 km na Ukrainie.